# Hopton-on-Sea
Hopton-on-Sea is een civil parish in het bestuurlijke gebied Great Yarmouth, in het Engelse graafschap Norfolk. De plaats telt 2988 inwoners.